# Hapoel Ramat Gan
Der HaPoʿel Ramat Gan Givʿatajim FC (hebräisch מוֹעֲדוֹן כַּדּוּרֶגֶל הַפּוֹעֵל רָמַת גַּן גִּבְעָתַיִם Mōʿadōn Kaddūregel haPōʿel Ramat Gan Givʿatajim, deutsch ‚Fußballclub des Arbeiters Ramat Gan Givʿatajim‘; Plene: … גבעתיים) ist ein israelischer Fußballverein aus Ramat Gan und dem benachbarten Givʿatajim.

## Geschichte
Der Verein wurde 1927 von jüdischen Siedlern gegründet und war nach dem israelischen Unabhängigkeitskrieg eines der Gründungsmitglieder der ersten israelischen Liga. 1960 stieg HaPoʿel in die zweite Liga ab, konnte jedoch schon drei Jahre später wieder aufsteigen und in der folgenden Saison 1963/64 als Aufsteiger die israelische Meisterschaft gewinnen. An diesen Erfolg konnte HaPoʿel in den kommenden Jahrzehnten jedoch nicht anknüpfen und spielte in den 1990er Jahren teilweise in der dritten israelischen Liga.
2003 gelang es HaPoʿel als erstem Team, den israelischen Pokal als Nicht-Erstligist zu gewinnen, was gleichzeitig die Qualifikation für die erste Hauptrunde des UEFA-Cups bedeutete, in der HaPoʿel dem bulgarischen Verein Lewski Sofia in Hin- und Rückspiel mit 0:1 und 0:4 unterlag. Seit der Saison 2013/14 spielt HaPoʿel Ramat Gan in der zweiten israelischen Liga.

### Erfolge
- Israelischer Meister: 1964
- Israelischer Pokalsieger: 2003, 2013

### Trainer
- Dror Kashtan (1989–1990)

## Basketball
HaPoʿel Ramat Gan unterhielt lange Zeit auch eine Basketballmannschaft, die sechsmal israelischer Vizemeister und fünfmal israelischer Vizepokalsieger wurde und insgesamt zehn Spielzeiten im Europapokal absolvierten, davon vier im Europapokal der Pokalsieger und sechs im Korać-Cup. Ende der 1980er Jahre wurde das Team aufgelöst. 2011 gründeten Fans von HaPoʿel eine neue Basketballmannschaft, die in der fünften Liga spielt.

### Erfolge
- 5× Israelischer Vizemeister
- 4× Israelischer Vizepokalsieger